# Convair XP-81
Die XP-81 war ein projektiertes Begleitjagdflugzeug des US-amerikanischen Herstellers Consolidated Vultee Aircraft Corporation aus dem Jahre 1945. Es besaß einen Hybridantrieb, bestehend aus je einem Strahl- und einem Turboproptriebwerk.
Zwei Prototypen wurden am 11. Februar 1944 bestellt und als XP-81 bezeichnet. Mit ihnen sollte versucht werden, die jeweiligen Vorteile von Strahl- und Turbopropantrieb zu vereinen. So wurde ein Turboproptriebwerk General Electric TG-100 mit Vierblatt-Propeller in die Flugzeugnase eingebaut, hinzu kam ein Allison-J33-Strahltriebwerk im Rumpfheck. Das TG-100 wurde später weiterentwickelt und als XT-31 bezeichnet. Das Turboprop-Triebwerk wurde im Normalflug verwendet und der Turbojet zum Erreichen von hohen Geschwindigkeiten zugeschaltet.
Die erste XP-81 (Seriennr. 44-91000) wurde im Januar 1945 fertiggestellt. Da es jedoch zu Problemen mit dem Turboprop-Triebwerk kam, wurde es für die ersten Flüge vorerst durch den Merlin-V-1650-7-Motor einer P-51D ersetzt. Am 11. Februar 1945 erfolgte der Erstflug von der Edwards Air Force Base. Während der mehr als zehn Flüge zeigte das Flugzeug sehr gute Flugeigenschaften.
Es wurden weitere dreizehn YP-81-Vorserienmaschinen bestellt. Nach der Eroberung von Guam und Saipan bestand jedoch kein Bedarf an weitreichenden Begleitjägern mehr. So wurde die Bestellung kurz vor der japanischen Kapitulation gestrichen, obwohl bereits 85 % der YP-81-Maschine fertigkonstruiert war. Die YP-81 ähnelte der XP-81, war jedoch leichter und mit einem verbesserten TG-110-Turbopropantrieb ausgestattet. Die Tragflächen wurden um etwa 25 cm nach hinten verlegt. Die Bewaffnung bestand aus sechs 12,7-mm-MGs oder sechs 20-mm-Kanonen.
Nachdem die Maschine zum Vultee Field zurückgekehrt war, wurden die Flugtests eingestellt. Die Leistung des Turbopropmotors entsprach nicht den Erwartungen und erreichte lediglich annähernd die des Merlin-Motors mit 1490 PS (1110 kW).

## Technische Daten
| Kenngröße             | Daten der XP-81 (geschätzt mit TG-100-Volllast)                  |
| --------------------- | ---------------------------------------------------------------- |
| Besatzung             | 1                                                                |
| Länge                 | 13,67 m                                                          |
| Spannweite            | 15,39 m                                                          |
| Höhe                  | 4,27 m                                                           |
| Flügelfläche          | 39,5 m²                                                          |
| Flügelstreckung       | 6,0                                                              |
| Leermasse             | 5786 kg                                                          |
| Startmasse            | 8850 kg                                                          |
| Turboprop-Antrieb     | 1 × Turboprop General Electric T31-GE-1, 2.300 PS (ca. 1.690 kW) |
| Strahlantrieb         | 1 × Turbojet Allison J33-GE-5, 16,7 kN Schub                     |
| Höchstgeschwindigkeit | 811 km/h                                                         |
| Dienstgipfelhöhe      | 10.800 m                                                         |
| Reichweite            | 4000 km                                                          |
| Bewaffnung            | geplant: 6 × 20-mm-Kanonen, 900 kg Bomben                        |